# Gustav von Schmoller (Diplomat)

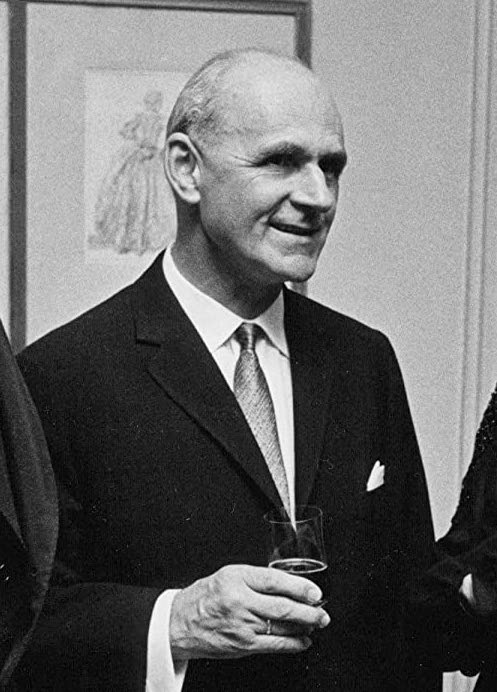
Gustav von Schmoller, 1965

Gustav Bernhard Ludwig von Schmoller (* 7. Februar 1907 in Deutsch-Wilmersdorf bei Berlin; † 11. Februar 1991) war ein deutscher Beamter in der deutschen Besatzungsverwaltung des Protektorats Böhmen und Mähren. Nach dem Krieg war er Diplomat und Botschafter der Bundesrepublik in Stockholm.

## Familie
Von Schmoller stammte aus einer unterfränkischen Familie aus Neustadt an der Saale und war der Sohn des königlich preußischen Majors Ludwig von Schmoller (1872–1951) und der Paula Breymann (1883–1956). Sein Großvater war der 1908 in den preußischen Adelsstand erhobene Ökonom Gustav von Schmoller. Schmoller heiratete am 6. Juli 1935 in Rommelsbach Elfriede Schüle (* 1909), Tochter des Pfarrers Hugo Schüle und der Frieda Klein. Aus der Ehe stammen Sohn Georg (* 1936) und Tochter Margarete (* 1938).

## Leben
Von Schmoller studierte Rechtswissenschaften in Tübingen und legte 1930 die erste und 1935 die zweite juristische Staatsprüfung ab. 1941 promovierte er bei Carl Schmitt zum Dr. jur. Während des Dritten Reichs war von Schmoller von 1935 bis 1939 als Referent im Reichswirtschaftsministerium, danach im Reichsprotektorat Böhmen und Mähren in Prag tätig. Über seine Entnazifizierung ist nichts bekannt.
1947 leitete er ein Referat für Verfassungs- und Besatzungsfragen, genannt Abteilung 4, in der Staatskanzlei des Landes Württemberg-Hohenzollern, der besatzungsbezogene Teil des Referats firmierte seit 1950 als „Institut für Besatzungsfragen“ in Tübingen, wobei durch die Gründung des westdeutschen Teilstaats 1949 jetzt auf die Vergangenheit bezogene Fragen der Jahre 1945 bis 1949 den Schwerpunkt bildeten, dazu die formelle Überleitung des Besatzungsrechts dieser Jahre in das neue Recht der BRD. Von Schmoller leitete das Institut bis 1952.
1948 war von Schmoller Teilnehmer des Verfassungskonvents auf Herrenchiemsee, die einen „Verfassungsentwurf ausarbeiten sollten, der dem Parlamentarischen Rat als Unterlage dienen kann“. Die Arbeit des Konvents bildete somit das Fundament für das Grundgesetz. Schmoller hatte als Mitarbeiter des stimmberechtigten Bevollmächtigten für das Land Württemberg-Hohenzollern Carlo Schmid teilgenommen.
1952 wechselte er in den Auswärtigen Dienst und arbeitete als Vortragender Legationsrat. Von 1956 bis 1960 war er Botschaftsrat I. Klasse in Athen und dann bis 1962 in der Zentrale der Politischen Abteilung West tätig. Von 1962 bis 1964 war er Generalkonsul in Istanbul und von 1964 bis 1968 Botschafter in Stockholm. Freiwillig-unfreiwillig verließ Schmoller sein Amt, als er in der schwedischen Öffentlichkeit wegen seiner Tätigkeit in Prag als Mitarbeiter des Reichsprotektors Reinhard Heydrich angegriffen wurde. Außerdem geriet er wegen seiner Dissertation von 1941 unter Beschuss, in der er Großmächten das Recht zugesprochen hatte, kleine neutrale Länder zu besetzen.

## Ehrungen
- 1966: Großes Verdienstkreuz der Bundesrepublik Deutschland

## Schriften
- Die Neutralität im gegenwärtigen Strukturwandel des Völkerrechts. Dissertation, Rechts- und staatswissenschaftliche Fakultät Berlin, 1944, DNB 571522092.
- Das Wirtschaftsrecht in Böhmen und Mähren : eine Einführung in Rechtsgrundlagen und Methoden der Wirtschaftslenkung im Bereich der gewerblichen Wirtschaft. Rohrer, Brünn / München / Wien 1945.
- Zusammen mit Hedwig Maier und Achim Tobler: Handbuch des Besatzungsrechts. Loseblattsammlung. Mohr, Tübingen 1951–1957.
- Die deutschen Vergeltungsmaßnahmen nach den tschechischen Studentendemonstrationen in Prag im Oktober und November 1939. In: Bohemia. Band 20, 1979, S. 156–174 (Digitalisat).
- Heydrich im Protektorat Böhmen und Mähren. In: Vierteljahrshefte für Zeitgeschichte. Band 27, 1979, S. 626–645 (Digitalisat).
- Neurath in Prag 1939 bis 1941. Bemerkungen zu einer Biographie. In: Bohemia. Band 23, 1982, S. 404–410 (Digitalisat).
- Das Institut für Besatzungsfragen in Tübingen, 1980, in: Bundesarchiv 120/227.